# Beat the Bastards
Beat the Bastards è il settimo album dei The Exploited, pubblicato nel 1996 dalla Rough Justice Records e prodotto da Wattie Buchan, cantante della band, e Colin Richardson.
Tutte le tracce sono state scritte e composte dal gruppo e, rispetto ai precedenti album, presentano una più marcata influenza Thrash metal, distaccandosi dall'UK 82 del periodo iniziale, di cui rimangono però lo stile del canto e dei testi, che trattano principalmente di morte, pedofilia e problematiche infantili.

## Tracce
1. Beat the Bastards – 4:21
2. Affected By Them – 3:04
3. Don't Blame Me – 5:00
4. Law for the Rich – 3:20
5. System Fucked Up – 2:48
6. They Lie – 2:45
7. If You're Sad – 5:20
8. Fightback – 3:25
9. Massacre of Innocents – 4:00
10. Police TV – 3:44
11. Sea of Blood – 3:57
12. Fifteen Years – 3:05
13. Serial Killer – 6:45

## Formazione
- Wattie Buchan - voce
- Jamie Buchan - chitarra
- Jim Gray - basso
- Willie Buchan - batteria